# Chrysobothris coloradensis
Chrysobothris coloradensis es una especie de escarabajo del género Chrysobothris, familia Buprestidae. Fue descrita científicamente por Wickham en 1914.